# Vășad
Vășad – wieś w Rumunii, w okręgu Bihor, w gminie Curtuișeni. W 2011 roku liczyła 955 mieszkańców. We wsi w 1820 roku urodził się Ioan Vancea, duchowny greckokatolicki, arcybiskup Fogaraszu i Alba Iulia.